# Angus Scott
Angus Scott (né le 16 août 1927 et mort le 16 mars 1990) est un athlète britannique, spécialiste du 400 mètres haies.

## Biographie
Il remporte la médaille d'or du relais 4 × 400 mètres lors des championnats d'Europe de 1950, à Bruxelles, en compagnie de Martin Pike, Leslie Lewis et Derek Pugh. 

### Palmarès
| Date | Compétition           | Lieu      | Résultat | Épreuve   | Performance  |
| ---- | --------------------- | --------- | -------- | --------- | ------------ |
| 1950 | Championnats d'Europe | Bruxelles | 1er      | 4 × 400 m | 3 min 10 s 2 |

### Records
| Épreuve     | Performance | Lieu | Date |
| ----------- | ----------- | ---- | ---- |
| 400 m haies | 52 s 4      |      | 1952 |